# Jürgen Schreiber (General)
Jürgen Schreiber (* 29. Januar 1926 in Berlin-Charlottenburg) ist ein deutscher Jurist und Generalmajor außer Dienst der Luftwaffe der Bundeswehr. Von 1987 bis 2001 war er Vorsitzender des Verbands deutscher Soldaten e. V.

## Leben und Wirken
Er war der älteste Sohn des Juristen und ehemaligen Generalrichters der Wehrmacht Kurt Franz Schreiber, der in dieser Funktion auch am Reichskriegsgericht in Torgau tätig war. Jürgen Schreiber besuchte von 1932 bis 1936 in Berlin-Schöneberg die Volksschule und dann das Prinz-Heinrichs-Gymnasium. Seine Eltern zogen nach Braunschweig. Seit Herbst 1938 besuchte er das dortige Wilhelm-Gymnasium. Schreiber leistete drei Monate Reichsarbeitsdienst. Im Oktober 1943 erhielt er für seine Einberufung zum Reichsarbeitsdienst den Reifevermerk.
Im Zweiten Weltkrieg wurde er 1943 zunächst Luftwaffenhelfer und war dann im Januar 1944 Offiziersbewerber bei der Luftwaffe. Für drei Monate geriet er in Kriegsgefangenschaft und kehrte im August 1945 nach Braunschweig zurück. Dort absolvierte er einen Übergangskurs für Reifevermerksinhaber, erhielt im April 1946 das (Ergänzungs-)Reifezeugnis und begann im Juni 1946 bei der Deutschen Bank in Braunschweig eine Ausbildung, die er im Sommer 1947 wieder abbrach. Anschließend studierte er ab dem Wintersemester 1947/48 für vier Semester Rechtswissenschaft und Volkswirtschaftslehre an der Universität Würzburg. Für ein Semester unterbrach er das Studium und zog von Braunschweig nach Bad Godesberg. Ab Sommersemester 1950 studierte er weiter an der Universität Bonn. Er bestand im Juli 1951 vor dem Justizprüfungsamt beim Oberlandesgericht Köln das erste juristische Staatsexamen. Im Oktober 1951 wurde er zum Referendar ernannt. In Bonn wurde er 1951/52 mit einer rechtsvergleichenden Untersuchung zur Kriegsdienstverweigerung bei Walter Schätzel und Ulrich Scheuner zum Dr. jur. promoviert. Die Doktorprüfung bestand er im Juli 1952.
Schreiber war zunächst als Staatsanwalt tätig, ehe er Ende 1955 in das Bundesministerium der Verteidigung eintrat. Neben seiner dortigen Tätigkeit als Regierungs- und Oberregierungsrat leistete er Wehrübungen als Reserveoffizier und ließ sich 1961 im Dienstgrad eines Hauptmanns der Reserve reaktivieren. Nach verschiedenen Dienstposten in der Truppe, höheren Stäben und im Verteidigungsministerium absolvierte er von 1964 bis 1966 den 9. Generalstabslehrgang Luftwaffe an der Führungsakademie der Bundeswehr in Hamburg, wo er zum Offizier im Generalstabsdienst ausgebildet wurde. An dieser wurde er später als Brigadegeneral Abteilungskommandeur und schließlich stellvertretender Akademiekommandeur. Zuletzt war er als Generalmajor Kommandeur des Luftwaffenausbildungskommandos, eines Großverbandes der Divisionsebene. Im September 1986 wurde er in den Ruhestand versetzt.
Nach seiner Pensionierung wurde Schreiber im April 1987 Nachfolger von Generalmajor a. D. Johannes Müller als Bundesvorsitzender des Verbandes deutscher Soldaten (VdS). Diese Funktion hatte er langjährig inne; laut einschlägigem Vereinsregister bis 2001. Schon 1982 hatte er in einem Artikel in der vom Arbeitskreis für Wehrforschung herausgegebenen Zeitschrift Wehrwissenschaftliche Rundschau behauptet, die Rechtsprechung des Reichskriegsgerichts zu Kriegsdienstverweigerung in der Wehrmacht habe sich „durch Umsicht und eine geringe Bereitschaft zur Verhängung von Todesurteilen“ bewährt. In seiner Zeit als VdS-Vorsitzender wandte er sich vehement gegen kritische Militärgeschichtsschreibung, wie sie unter dem ehemaligen Leitenden Historiker des Militärgeschichtlichen Forschungsamtes der Bundeswehr, Manfred Messerschmidt, betrieben wurde. So bezeichnete er dessen grundlegende Studie zur Rolle der Wehrmachtsjustiz im Nationalsozialismus 1987 als eines jener Machwerke, „die in ihrer haßerfüllten Einseitigkeit nicht ernst genommen werden sollten“. Noch 1996 erklärte Schreiber, nun seit neun Jahren Vorsitzender des VdS, Messerschmidt zum „Vortragsreisende[n] in Sachen Wehrmachtsverleumdung“.
Schreiber verfasste von 1989 bis 1998 mehrere Streitschriften, in denen er eine signifikante Täterschaft von Wehrmachtsangehörigen bei den Verbrechen der Wehrmacht als „Volksverdummung unserer Zeit“ bezeichnete, sich gegen den „geistigen Terror linker Gesinnungspäpste“ und das „Diktat der politischen Korrektheit“ wandte. 2001 legte er seine Autobiografie Vom Jungvolkpimpf zum Bundeswehrgeneral vor.

## Schriften
- Kriegsdienstverweigerung. Eine historische und rechtsvergleichende Untersuchung. Bonn 1952 (= Universität Bonn, Rechts- u. staatswiss. F., Dissertation vom 8. August 1952)
- Wehrbeschwerdeordnung (WBO). Erläuterungsbuch für Soldaten mit ausführlichen Anmerkungen, den einschlägigen Vorschriften des Soldatengesetzes und des Verwaltungszustellungsgesetzes sowie mit vielen praktischen Beispielen und Musterformularen. Verlag für Wehrwesen Bernard & Graefe, Frankfurt am Main 1957
- Wehrstrafgesetz (WStG). Erläuterungsbuch für Soldaten mit ausführlichen Anmerkungen, Texten weiterer Gesetze, Rechtsverordnungen und Erlasse sowie vielen praktischen Beispielen. Verlag für Wehrwesen Bernard & Graefe, Frankfurt am Main 1961
- Pflichten und Rechte des Soldaten der Bundeswehr. Verlag für Wehrwesen Bernard & Graefe, Frankfurt am Main 1970, ISBN 978-3-7637-5101-3
- Waren wir Täter? Gegen die Volksverdummung in unserer Zeit. Türmer-Verlag, Berg am See 1989, ISBN 3-87829-124-6
- Nicht Auschwitz, aber Stalingrad und Dresden. Was haben wir getan, was wussten wir? Verlag Soldat im Volk. Bonn 1994, ISBN 978-3-9802699-5-7
- Wider den geistigen Terror linker Gesinnungspäpste. Aufsätze und Vorträge gegen heuchlerische Vergangenheitsbewältigung und das Diktat der „politischen Korrektheit“.?  Verlag Soldat im Volk. Bonn 1998, ISBN 978-3-9802699-8-8
- Vom Jungvolkpimpf zum Bundeswehrgeneral. Sieben Jahrzehnte erlebte Zeitgeschichte. Vowinckel, Stegen am Ammersee 2001, ISBN 978-3-934531-10-9